# Hypochrysops zeuxis
Hypochrysops zeuxis är en fjärilsart som beskrevs av Otto Staudinger 1888. Hypochrysops zeuxis ingår i släktet Hypochrysops och familjen juvelvingar. Inga underarter finns listade i Catalogue of Life.